# John Gledson
John Gledson (né à Beadnell, dans le Northumberland, en 1945) est un essayiste, critique littéraire, professeur d’université et traducteur britannique.
Professeur émérite de l’université de Liverpool, il a pour domaine de spécialité la littérature brésilienne, et plus particulièrement l’œuvre de Machado de Assis, à laquelle il consacra plusieurs écrits, éclairant notamment la relation des romans et chroniques de Machado de Assis avec son époque historique. Il se rendait régulièrement au Brésil depuis les années 1970, et obtint un doctorat en littérature comparée à l’université de Princeton aux États-Unis.